# Edward Owen
Edward Owen, anche conosciuto con il soprannome di Eddie (Manchester, 6 novembre 1886 – Woolwich, 24 settembre 1949), è stato un mezzofondista britannico.

## Biografia
Fu detentore di tre record britannici nei 1 000 metri (1914), nei ¾ di miglio (1910) e nei 3 000 metri (1912).
Nel 1908 prese parte ai Giochi olimpici di Londra conquistando la medaglia d'argento nelle 5 miglia. Nel 1912 partecipò alle Olimpiadi di Stoccolma dove si ritirò nei 1 500 metri, mentre conquistò la medaglia di bronzo nei 3 000 metri a squadre con Joe Cottrill, George Hutson, William Moore e Cyril Porter.

## Palmarès
| Anno | Manifestazione  | Sede      | Evento                | Risultato     | Prestazione | Note  |
| ---- | --------------- | --------- | --------------------- | ------------- | ----------- | ----- |
| 1908 | Giochi olimpici | Londra    | 5 miglia              | Argento       | 25'24"0     |       |
| 1912 | Giochi olimpici | Stoccolma | 1 500 metri           | elim. qualif. | dnf         |       |
| 1912 | Giochi olimpici | Stoccolma | 3 000 metri a squadre | Bronzo        | 23 p.       | [ 1 ] |

## Campionati nazionali
- 2 volte campione inglese di atletica leggera del miglio (1909 e 1912)

1907
- 4º ai campionati inglesi di atletica leggera, 4 miglia

1909
- Oro ai campionati inglesi di atletica leggera, miglio

1910
- Argento ai campionati inglesi di atletica leggera, 880 iarde

1912
- Oro ai campionati inglesi di atletica leggera, miglio